# Age to Age
Age to Age è il quarto album in studio della cantante statunitense Amy Grant, pubblicato nel 1982.

## Tracce
1. In a Little While – 4:20 (Amy Grant, Brown Bannister, Gary Chapman, Shane Keister)
2. I Have Decided – 3:13 (Michael Card)
3. I Love a Lonely Day – 4:03 (Chapman, Michael W. Smith)
4. Don't Run Away – 3:33 (Grant, Chapman)
5. Fat Baby – 2:09 (Steve Millikan, Rod Robison)
6. Sing Your Praise to the Lord – 3:12 (Rich Mullins)
7. El Shaddai – 4:05 (Card, John Thompson)
8. Raining on the Inside – 4:10 (Grant, Kathy Troccoli)
9. Got to Let It Go – 4:00 (Grant, Bannister, Chapman, Keister, Smith)
10. Arms of Love – 3:10 (Grant, Chapman, Smith)